# Municipio de Crowley
El municipio de Crowley (en inglés: Crowley Township) es un municipio ubicado en el condado de Greene en el estado estadounidense de Arkansas. En el año 2010 tenía una población de 297 habitantes y una densidad poblacional de 3,28 personas por km².

## Geografía
El municipio de Crowley se encuentra ubicado en las coordenadas 36°12′23″N 90°37′28″O / 36.20639, -90.62444. Según la Oficina del Censo de los Estados Unidos, el municipio tiene una superficie total de 90.59 km², de la cual 90,52 km² corresponden a tierra firme y (0,07 %) 0,07 km² es agua.

## Demografía
Según el censo de 2010, había 297 personas residiendo en el municipio de Crowley. La densidad de población era de 3,28 hab./km². De los 297 habitantes, el municipio de Crowley estaba compuesto por el 94,95 % blancos, el 0,34 % eran de otras razas y el 4,71 % eran de una mezcla de razas. Del total de la población el 0 % eran hispanos o latinos de cualquier raza.